# Epithel
Das Epithel [epiˈteːl] (altgriechisch ἐπί epí, deutsch ‚auf‘, ‚über‘ und θηλή thēlē, deutsch ‚Mutterbrust‘, ‚Brustwarze‘) ist eine biologische Sammelbezeichnung für Deck- und Drüsengewebe. Es handelt sich um ein- oder mehrlagige Zellschichten, die alle inneren und äußeren Körperoberflächen der vielzelligen Organismen bedecken (Ausnahme: Gelenkkapseln und Schleimbeutel des Bewegungsapparates).
Das Epithel ist neben Muskel-, Nerven- und Bindegewebe eine der vier Grundgewebearten von Tieren.

## Aufbau
Epithelien sind durch die Basalmembran klar vom Bindegewebe getrennt und enthalten keine Blutgefäße.
Eine weitere allen Epithelzellen gemeinsame Eigenschaft ist ihre Polarität:
- Die äußere, apikale Seite ist dem Äußeren (z. B. bei der Haut) oder dem Lumen (z. B. beim Darm oder den Drüsen) zugewandt.
- Die basale Seite ist über eine Basallamina mit dem darunterliegenden Gewebe verbunden.

Die Polarität von Epithelzellen ist zudem durch strukturelle und funktionelle Unterschiede von apikaler und basaler Membran der Epithelzellen geprägt. Man spricht in diesem Zusammenhang auch von einer apikalen und basolateralen Domäne.
Des Weiteren besitzen Epithelzellen einen Haftkomplex (Schlussleistenkomplex) bestehend aus Zonula occludens (Tight junction), Zonula adhaerens (Adhaerens junction) und Desmosom (Macula adhaerens). Der Haftkomplex stellt zum einen eine physiko-chemische Barriere dar und verbindet zum anderen angrenzende Epithelzellen miteinander.
Die Zellen liegen dicht beieinander und sind reich an Zellkontakten. Demzufolge besitzt das Gewebe nur kleine Interzellularräume mit entsprechend wenig Interzellularsubstanz.
Mit Hilfe der Emperipolesis durchdringen andere Zellen die Epithelien.

## Einteilung der Epithelien

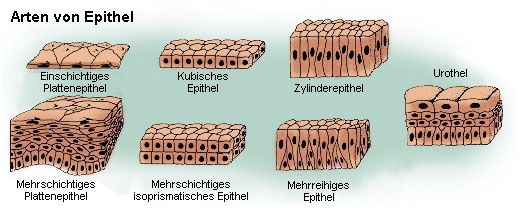
Die verschiedenen Epithelarten. In gekrümmten einschichtigen hochprismatischen und kubischen Epithelien treten zu einem gewissen Prozentsatz Zellformen auf, die als Scutoid bezeichnet werden.

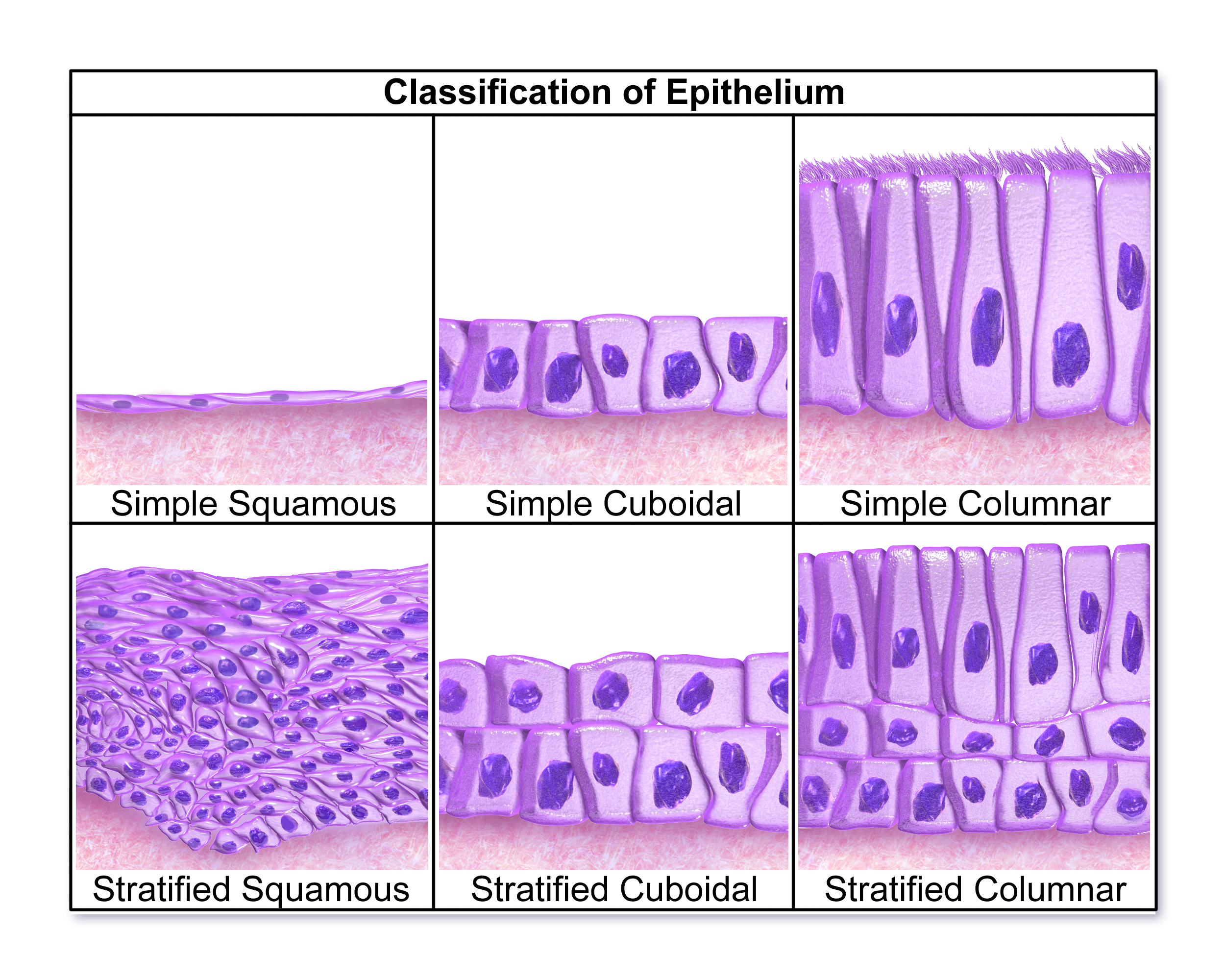
Eine weitere Darstellung zur Klassifikation des epithelialen Gewebes (englische Beschriftung)

Epithelien sind auf vielfältige Weise und je nach Organ spezifisch differenziert. Zunächst kann man Oberflächenepithelien und Drüsenepithelien unterscheiden:
- Oberflächenepithelien haben vor allem Schutzfunktion (z. B. die Haut). Sie können Stoffe aufnehmen (Resorption, z. B. Darmschleimhaut) und bilden eine Barriere, die das jeweilige Organ von der Umgebung abgrenzt (vor allem durch die bereits erwähnten Zellkontakte, die Tight junctions).
- Drüsenepithelien bestimmen die Funktion aller Drüsen (Sekretion, Exkretion). Sie produzieren Sekrete aller Art (unter anderem in Speicheldrüsen und Schweißdrüsen oder in der Darmschleimhaut).

Für die Unterscheidung der zahlreichen Epitheltypen hat es sich bewährt, zwei Merkmale hervorzuheben: zum einen die Zahl der Zellschichten und zum anderen die Form der Zellen in der oberflächlichen Zellschicht (siehe unten).

### Einschichtige Epithelien

#### Einfache Epithelien
- einschichtiges Plattenepithel: Solche Epithelien dienen vor allem der glatten Auskleidung innerer Oberflächen. Da sie sehr dünn sind, ermöglichen einschichtige Plattenepithelien einen Stoffaustausch (z. B. Gasaustausch in den Lungenbläschen). Beispiele:
  - Endothel (epitheliale Auskleidung der Blut- und Lymphgefäße)
  - Mesothel (Pleura-, Perikard-, Peritonealepithel (seröse Häute))
- einschichtiges isoprismatisches Epithel (auch kubisches Epithel): Die Epithelzellen haben nahezu würfelförmige Gestalt. Diese größeren Zellen sind stoffwechselmäßig aktiv und übernehmen aktive Transportaufgaben im Sinne einer Sekretion/Resorption. Beispiele:
  - Nierentubuli
  - Glandula submandibularis (Speicheldrüsen)
  - Gallengänge
  - Eierstock-Epithel
- einschichtiges hochprismatisches Epithel („Zylinderepithel“ oder auch „Säulenepithel“): Längliche, säulenförmige Zellen übernehmen mit regem Stoffwechsel Barriere- und Transportfunktionen. Beispiele:
  - Magenschleimhaut
  - Darmschleimhaut[2]
  - Eileiter[3]
  - Gallenblase
  - Hodenkanälchen[4]

#### Mehrreihige Epithelien
Auch das mehrreihige Epithel ist noch einschichtig, alle Zellen sind wie beim einschichtigen Epithel auf der Basallamina verankert, aber nicht alle erreichen das Lumen. Hochprismatische Zellen erfüllen die eigentliche Funktion, während kleine Basalzellen als Reserve für untergegangene Zellen bereitstehen. Die Zellkerne liegen so in unterschiedlicher Höhe und bilden dadurch scheinbare Schichten (Reihen).
- Flimmerepithel in der Luftröhre und den übrigen Luftwegen bis einschließlich der Segmentbronchien.[5][6][7]
- Samenleiter
- Nebenhodengänge
- Ohrtrompete

### Mehrschichtige Epithelien

Die Epidermis der Wirbeltiere (kräftig blaurot gefärbt) ist das einzige verhornende Plattenepithel

Im mehrschichtigen Epithel liegen viele (mehr als zehn) Zellschichten übereinander. Es lässt sich grundsätzlich eine Dreiteilung vornehmen: In der basalen Schicht, die an der Basallamina verankert ist, finden Zellteilungen statt. Die Zellen steigen auf und differenzieren in einer Mittel- oder Intermediärschicht auf spezifische Weise. Schließlich erreichen sie die Oberflächen- oder Superfizialschicht.
- mehrschichtiges Plattenepithel: Dieses Epithel ist von großer Bedeutung und findet sich überall dort, wo die mechanische Belastung groß ist. Zytoskelett und Zellkontakte sind auf diese Belastung abgestimmt. In Regionen, die ständig befeuchtet sind, bleibt das mehrschichtige Plattenepithel unverhornt, wo es der Luft ausgesetzt ist, verhornt es.
  - mehrschichtiges unverhorntes Plattenepithel:
    - Mundhöhle, Speiseröhre, Analkanal
    - Vagina[8]
    - Hornhaut und Bindehaut des Auges
    - in der männlichen Harnröhre kurz vor der äußeren Mündung

  - mehrschichtiges verhorntes Plattenepithel: Als weitere Schutzfunktion kommt hier noch das Absterben und Verhornen der äußeren Zellschichten hinzu. Die Zellen sind massiv mit Desmosomen untereinander und mit Hemidesmosomen in der Basallamina verankert:
    - beim Menschen ist die Epidermis das einzige verhornende Plattenepithel
    - bei Wiederkäuern kommt es auch in Netzmagen, Blättermagen und Pansen vor
- mehrschichtiges isoprismatisches Epithel: Ovarialfollikel, die das Stadium des Sekundärfollikels erreicht haben, besitzen ein solches Epithel.
- zweischichtiges isoprismatisches Epithel: Diese Epithelform findet sich in den Ausführungsgängen der Schweißdrüsen. Auch der Ziliarkörper ist von einem solchen Epithel bedeckt, das allerdings Teil der Netzhaut ist.
- mehrschichtiges hochprismatisches Epithel: Diese weniger häufige Epithelform ist vom wesentlich bedeutenderen mehrreihigen hochprismatischen Epithel zu unterscheiden. Sie kommt nur an drei Stellen des menschlichen Körpers vor:
  - in der männlichen Harnröhre in ihrem Verlauf von der Prostata bis kurz vor der äußeren Mündung
  - in Hauptausführungsgängen der großen Speicheldrüsen (zweischichtig)
  - im Fornix conjunctivae, einer Reservefalte der Bindehaut

### Übergangsepithel („Urothel“)
Als Übergangsepithel („Urothel“) wird ein spezielles, je nach Blasenfüllung (respektive Dehnung des Urothels) mehrreihig bis mehrschichtiges Epithel der Harnwege (Nierenbecken, Harnleiter, Harnblase) bezeichnet. Hierbei sind besonders die Deck-/Schirm-/ umbrella cells von großer Bedeutung. Sie bilden die sogenannte Crusta, welche die Aufgabe des Harnsäureschutzes hat. Im Gegensatz zum Plattenepithel zeigt sich die obere Zellschicht eher kubisch.

## Funktionen der Epithelien

### Schutzfunktion
Das Epithel erfüllt im Grunde zwei verschiedene Schutzfunktionen: Zum einen der rein mechanische Schutz vor allem durch die mehrschichtigen Epithelien. So muss die Epidermis der Haut ausreichende Reißfestigkeit besitzen und darf sich nicht vom darunterliegenden Bindegewebe ablösen. Zum anderen muss das Epithel die inneren Körperöffnungen abdichten: Magen- und Darminhalt müssen kontrolliert verwertet werden (hochprismatisches Epithel), der Urin muss in Blase und Harnleiter bleiben (Übergangsepithel), die Blut-Hirn-Schranke muss gewahrt bleiben (Kapillarendothel). Natürlich müssen auch hier mechanische Belastungen ausgehalten werden, entscheidend für die Abdichtung sind aber die Tight junctions, die in solchen Zellen vermehrt auftreten.

### Resorption
Unter Resorption versteht man den Transport von genau bestimmten Stoffen von apikal nach basal. Das klassische Beispiel ist die Resorption von Nährstoffen in der Darmschleimhaut. Die apikalen Oberflächen sind häufig differenziert, so kann eine Epithelienzelle ihre Oberfläche beispielsweise durch die Ausbildung zahlreicher Mikroplicae (Einfaltungen) oder Mikrovilli vergrößern. Die genauen Mechanismen (Transport, Phagozytose, Pinozytose, Lysosomen) sind Gegenstand anderer Artikel.

### Immunantwort
Epithelien sind in der Regel die erste Kontaktzone des Körpers mit Infektionskeimen. Für einige Epithelien wie Darmschleimhaut und Epithelien der Luftwege wurde eine hohe immunologische Aktivierungsfähigkeit beschrieben.

### Sekretion

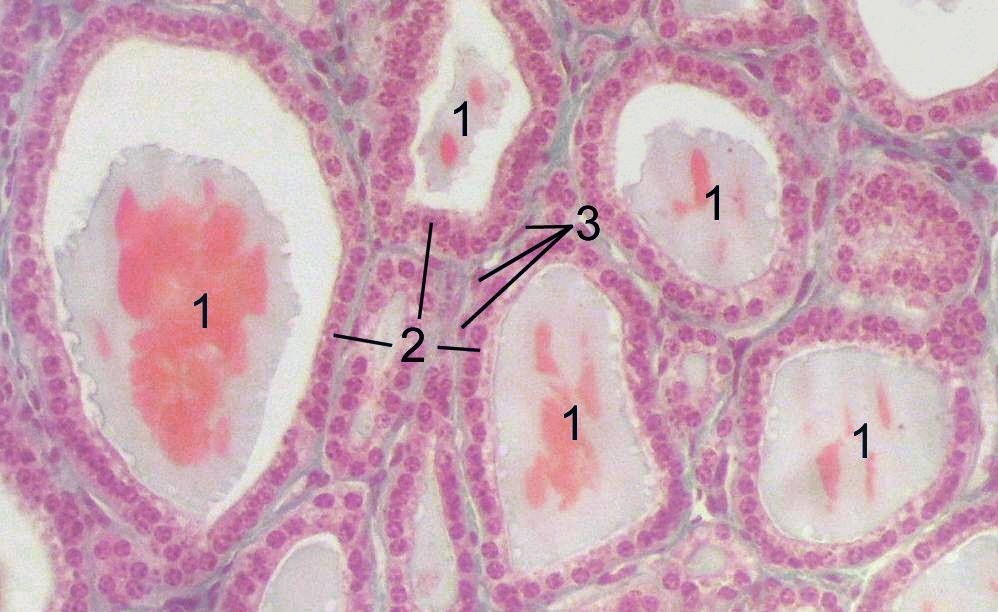
Histologische Aufnahme der Schilddrüse eines Pferdes: Follikel mit Kolloid (1), Follikelepithelzellen (2), Endothelzellen der Kapillaren (3)

Sämtliche Sekretionsvorgänge des Körpers geschehen von den Drüsenepithelien aus. Dementsprechend gibt es hier eine große Vielfalt, von der einzelnen Becherzelle der Darmschleimhaut über die Schweißdrüsen der Haut bis hin zu ganzen Organen wie den Speicheldrüsen oder der Bauchspeicheldrüse. Drüsen sind Organe aus spezialisierten Epithelzellen; sie dienen der Sekretion.
Man unterscheidet:
- exokrine Drüsen, die ihre Sekrete durch einen Ausführungsgang an die Oberfläche bringen. Sie scheiden an inneren oder äußeren Oberflächen aus (z. B. Tränendrüse, Speicheldrüse, Schweißdrüse), und
- endokrine Drüsen, die ihre Sekrete direkt an die umgebende Extrazellulärflüssigkeit abgeben und keinen Ausführungsgang besitzen. Häufig diffundieren die Sekrete (Hormone) anschließend in Blutgefäße und verteilen sich im ganzen Organismus (z. B. Schilddrüse, Hypophyse).

Auch den Sekretionsweg kann man unterscheiden, also
- holokrin (Zelle zerfällt für die Sekretbildung, typisch für die Talgdrüsen der Haut),
- apokrin (Vesikelabschnürung, z. B. laktierende Brustdrüse),
- merokrin (durch Exozytose) und
- ekkrin (durch Transporter),

wobei die letzten nach der Zusammensetzung des Sekrets unterteilt werden in
- serös (dünnflüssig, eiweißhaltig, manchmal verdauungsenzymhaltig, enges Drüsenlumen, z. B. Ohrspeicheldrüse, Bauchspeicheldrüse),
- mukös (zähflüssig, schleimig; dient der Bildung von Transportschleim, weites Lumen, z. B. Brunner-Drüsen im Duodenum) und
- seromukös (gemischt – Sekret ist sowohl serös als auch mukös; dieser Fall ist der häufigste, z. B. Unterkieferspeicheldrüse).

Außerdem unterscheidet man intraepitheliale und extraepitheliale Drüsen:
- Intraepitheliale Drüsen sind ins Deckepithel eingebettete Einzelzellen (z. B. die schleimbildende Becherzelle des Darmes).
- Extraepitheliale Drüsen sind vielzellige Organe, die daher im Epithel selbst keinen Platz mehr haben und in die tieferen Gewebsschichten verlagert wurden. Sie bestehen aus Drüsenendstücken, die das Sekret bilden. Man unterscheidet tubulöse (schlauchförmige), alveoläre (blasenförmige) und azinöse (blasenförmig; jedoch dickere „Wand“ und kleineres Lumen) und Mischformen von extraepithelialen Drüsen. Schaltstellen nehmen das Sekret aus den Endstücken auf und leiten es in die Streifenstücke/Sekretrohre (aus Zylinderepithel); viele Sekretrohre sammeln sich zu den Nebenausführungsgängen, die in den Hauptausführungsgang münden, der schließlich das Sekret auf eine Epitheloberfläche, z. B. die Darmschleimhaut, abgibt.

Aber auch Epithelien ohne Drüsenfunktion können Hormonpeptide wie Neurolipin abgeben.

### Omnipotenz
Aus Hautepithel lassen sich Stammzellen gewinnen, die primär für die Wundheilung der Haut von Säugetieren dienen.

### Sinnesfunktion
Ein Großteil der menschlichen Sinneszellen ist in epitheliale Zellverbände eingebettet. Diese Konstruktion bietet sich an, da Epithelien als oberflächliche Zelllagen aufgrund ihrer Anordnung eine vermittelnde Position zwischen Innen und Außen einnehmen. Beispiele:
- Das die Netzhaut (Retina) des Auges von der Aderhaut trennende Epithel enthält zur Abschirmung gestreuten Lichts Melanin[11] und bildet eine Trennschicht (Blut-Retina-Schranke).[12]
- innere und äußere Haarzellen des Innenohrs, wobei im Fall der äußeren Haarzellen Sensorik und Längenänderung des Zellkörpers direkt gekoppelt sind
- Riechschleimhaut (Riechepithel) in der Nasenschleimhaut
- Geschmackszellen des Zungenrückens
- Merkel-Zellen (Mechanorezeptoren), sowie Schmerz- und Temperaturrezeptoren in der Epidermis

### Transportfunktion
Manche Epithelien besitzen zusätzlich Flimmerhärchen auf ihrer Oberfläche, welche eine Transportfunktion haben. Sie können mit ihrem kräftigen Schlag Fremdkörper aus dem Organismus ausschleusen.